# Чемпионат Петрограда по футболу 1915
Чемпионат Петрограда по футболу 1915  стал ХV-м первенством города, проведенным Петроградской Футбол-лигой.
Победителем среди первых команд класса «А» стала команда «Меркур».

## Организация и проведение турнира
В этом сезоне в чемпионате участвовали 19 клубов, разделённых на классы «А», «Б» и «В», выставлявших от двух до четырех команд каждый.
Всего на 10 соревновательных уровнях участвовали 55 команд, представлявшие 19 клубов, и 1002 футболиста .
На топ-уровне (I команды класса «А») выступали 6 клубов, которые разыгрывали кубок Аспдена:
- «Спорт»
- «Коломяги»
- «Унитас»
- «Меркур»
- «Нарва»
- «Триумф»

## Ход турнира
Чемпионат стартовал 16 августа. Игры прошли по «круговой системе» в два круга.
Особенностью данного турнира явилась невиданная ранее ротация составов команд, вызванная, по всей видимости, военным временем — некоторые клубы использовали в десяти матчах до четырёх десятков игроков (так, одним из двадцати семи форвардов, выпущенных на поле «Унитасом» в осеннем чемпионате, был легендарный впоследствии 15-летний Михаил Бутусов, дебютировавший в ПФЛ в последнем матче сезона). В этой своеобразной «лотерее» лучшую удачливость и готовность к выступлениям на высоком уровне проявили молодые игроки «Меркура» и «Спорта» (из прошлогоднего победного состава которого на поле появлялись лишь Бодров и Марков), весьма уверенно прошедшие турнир (всего по 4 потерянных очка). После ничьей в очной встрече второго круга команды синхронно пришли к финишу и по регламенту провели дополнительный матч за титул, который протекал сверхупорно на заснеженном и заледенелом поле. И как это случается в футболе, в момент наивысшего накала борьбы защитники «Спорта» допустили элементарную ошибку, и Дмитрий Киселёв, свободно получив мяч возле самых ворот, с близкого расстояния забил "... слишком банальный для такой напряжённой встречи гол", принеся «Меркуру» чемпионство.

### Турнирная таблица
| № | Команды    | 1       | 2       | 3       | 4       | 5       | 6       | В | Н | П | М       | О  |
| - | ---------- | ------- | ------- | ------- | ------- | ------- | ------- | - | - | - | ------- | -- |
|   | «Меркур»   |         | 1:3 1:1 | 3:2 3:0 | 2:0 1:1 | 3:1 3:2 | 1:0 4:2 | 7 | 2 | 1 | 22 — 12 | 16 |
|   | «Спорт»    | 1:1 3:1 |         | 2:2 3:2 | 4:2 1:2 | 8:1 2:0 | 6:1 1:0 | 7 | 2 | 1 | 31 — 12 | 16 |
|   | «Коломяги» | 0:3 2:3 | 2:3 2:2 |         | 4:3 4:1 | 4:1 -:+ | 3:1 2:0 | 5 | 1 | 4 | 23 — 17 | 11 |
| 4 | «Унитас»   | 1:1 0:2 | 2:1 2:4 | 1:4 3:4 |         | 3:4 4:3 | 1:1 1:0 | 3 | 2 | 5 | 18 — 24 | 8  |
| 5 | «Триумф»   | 2:3 1:3 | 0:2 1:8 | +:- 1:4 | 3:4 4:3 |         | 4:2 3:2 | 4 | 0 | 6 | 19 — 31 | 8  |
| 6 | «Нарва»    | 2:4 0:1 | 0:1 1:6 | 0:2 1:3 | 0:1 1:1 | 2:3 2:4 |         | 0 | 1 | 9 | 9 — 26  | 1  |

### Матчи
| 16 авг | «Спорт» | 3:2     | «Коломяги» | Поле «Коломяг» |
|        |         | (отчёт) |            |                |

| 16 авг | «Меркур» | 1:0     | «Нарва» | Поле «Меркура» |
| |          | (отчёт) |         | Судья: В.Фомин |
| «Меркур»: Полежаев - Клемин, Скобелев - Л.Окунь, Северов, А.Дмитриев - Альбрандт, Столбихин, Самойлов, Ганюшкин, М.Соловьёв |          |         |         |                |

| 16 авг | «Унитас» | 4:3     | «Триумф» | Поле «Триумфа» |
|        |          | (отчёт) |          |                |

| 23 авг | «Унитас» | 1:0     | «Нарва» | Поле «Нарвы» |
|        |          | (отчёт) |         |              |

| 23 авг | «Спорт» | 3:1     | «Меркур» | Поле «Меркура» |
| |         | (отчёт) |          | Судья: А.Шульц |
| «Спорт»: Медников - Севостьянов, Дубетис - Батырев, Гуськов, ? - Евдокимов, Мацукевич, Тибанов, П.Сорокин, В.А.Марков «Меркур»: Полежаев - Клемин, М.Соловьев - С.Павлов, Северов, Лыдлов - Бабушкин, Ганюшкин, Самойлов, Д.Киселёв, В.Савельев |         |         |          |                |

| 23 авг | «Коломяги» | 4:1     | «Триумф» | Поле «Коломяг» |
|        |            | (отчёт) |          |                |

| 30 авг | «Коломяги» | 4:1     | «Унитас» | Поле «Унитаса» |
| |            | (отчёт) |          |                |
| «Коломяги»: А.Сысоев - Девяткин, Г.ГостевIII - П.ФилипповIII, С.ФилипповII, Г.ФилипповIV - Каяйкин, Полунин, В.Крутов, В.ГостевI, Н.ГостевII «Унитас»: Е.Детлов - П.Соколов, Цагин - П.МоскалёвI, М.Яковлев, Е.Иконников - А.Исаков, Евсиков, В.Бутусов, А.МоскалёвII, Я.Блинков |            |         |          |                |

| 30 авг | «Меркур»   | 3:1     | «Триумф» | Поле «Меркура» |
|        | - Самойлов | (отчёт) |          |                |

| 30 авг | «Спорт» | 6:1     | «Нарва» | Поле «Спорта» |
|        |         | (отчёт) |         |               |

| 6 сен | «Меркур» | 2:0     | «Унитас» | Поле «Меркура» |
| |          | (отчёт) |          | Судья: А.Шульц |
| «Меркур»: Полежаев - Клемин, Цветков - Межевов, Северов, В.Савельев - Грибков, Ганюшкин, Самойлов, Д.Киселёв, М.Соловьёв «Унитас»: Е.Детлов - П.Соколов, А.МоскалёвII - А.Блинков, Хлопушин, В.Петров - Евсиков, ?, В.Бутусов, Бианки, Я.Блинков |          |         |          |                |

| 6 сен | «Спорт» | 8:1     | «Триумф» | Поле «Спорта» |
|       |         | (отчёт) |          |               |

| 6 сен | «Коломяги» | 3:1     | «Нарва» | Поле «Коломяг» |
|       |            | (отчёт) |         |                |

| 13 сен | «Унитас» | 2:1     | «Спорт» | Поле «Унитаса» |
| |          | (отчёт) |         |                |
| «Унитас»: Е.Детлов - П.Соколов, М.Мизерский - Хлопушин, М.Яковлев, А.МоскалёвII - А.Блинков, Евсиков, В.Бутусов, Бианки, Я.Блинков «Спорт»: Медников - Н.Громов, Севостьянов - Батырев, Гуськов, Бодров - Евдокимов, Тибанов, Фохт, А.Штукин, В.А.Марков |          |         |         |                |

| 13 сен | «Меркур» | 3:0     | «Коломяги» | Поле «Коломяг»      |
| |          | (отчёт) |            | Судья: Е.Будзинский |
| «Меркур»: Полежаев - Клемин, Скобелев - Межевов, Северов, В.Савельев - С.Мейер, Ганюшкин, Самойлов, Д.Киселёв, М.Соловьёв «Коломяги»: А.Сысоев - Ромм, Г.ГостевIII - П.ФилипповIII, С.ФилипповII, Девяткин - Каяйкин, Полунин, В.Крутов, Г.ФилипповIV, Н.ГостевII |          |         |            |                     |

| 13 сен | «Триумф» | 4:2     | «Нарва» | Поле «Триумфа» |
|        |          | (отчёт) |         |                |

| 20 сен | «Спорт» | 2:2     | «Коломяги» | Поле «Спорта»       |
| |         | (отчёт) |            | Судья: Е.Будзинский |
| «Спорт»: Медников - Чурилов, Севостьянов - Б.Систонен, Гуськов, Бодров - Евдокимов, Горелкин, Тибанов, Батырев, А.Штукин «Коломяги»: А.Сысоев - Ромм, Г.ГостевIII - П.ФилипповIII, С.ФилипповII, Г.ФилипповIV - Каяйкин, де Мей, В.Крутов, Ханеев, Н.ГостевII |         |         |            |                     |

| 20 сен | «Меркур» | 4:2     | «Нарва» | Поле «Нарвы»   |
| |          | (отчёт) |         | Судья: В.Фомин |
| «Меркур»: Полежаев - Клемин, Скобелев - Межевов, Северов, В.Савельев - М.Окунь, Пашкевич, Ганюшкин, Г.Иванов, М.Соловьёв «Нарва»: Фидельский - Теодорович, Н.Семёнов - Н.Кораблёв, Варзар, И.Андреев - Н.Алексеев, М.Иванов, К.Андреев, М.Егоров, В.Быстров |          |         |         |                |

| 20 сен | «Триумф» | 4:3     | «Унитас» | Поле «Унитаса» |
|        |          | (отчёт) |          |                |

| 27 сен | «Спорт»       | 1:1     | «Меркур»           | Поле «Спорта»  |
| | - Тибанов 53′ | (отчёт) | - 58′ Ал.Капелькин | Судья: Н.Биази |
| «Спорт»: Медников - Н.Громов, Чурилов - Батырев, Гуськов, Бодров - Евдокимов, ?, Тибанов, А.Штукин, В.А.Марков «Меркур»: Полежаев - Клемин, Скобелев - Межевов, Северов, В.Савельев - С.Мейер, Ал.Капелькин, Самойлов, Д.Киселёв, М.Соловьёв |               |         |                    |                |

| 25 окт | «Унитас» | 1:1 | «Нарва» | Поле «Унитаса» |

| 25 окт | «Триумф» | +:- | «Коломяги» | Поле «Триумфа» |

| 4 окт | «Унитас» | 1:1     | «Меркур» | Поле «Унитаса» |
|       |          | (отчёт) |          |                |

| 4 окт | «Коломяги» | 2:0     | «Нарва» | Поле «Нарвы» |
|       |            | (отчёт) |         |              |

| 4 окт | «Спорт» | 2:0     | «Триумф» | Поле «Триумфа» |
|       |         | (отчёт) |          |                |

| 11 окт | «Коломяги» | 4:3     | «Унитас» | Поле «Коломяг» |
| |            | (отчёт) |          |                |
| «Коломяги»: А.Сысоев - Халтурин, Г.ГостевIII - П.ФилипповIII, С.ФилипповII, Г.ФилипповIV - Каяйкин, де Мей, В.Крутов, Грант, Н.ГостевII «Унитас»: Е.Детлов - П.Соколов, М.Мизерский - А.Блинков, М.Яковлев, П.МоскалёвI - А.Исаков, Харин, В.Бутусов, А.МоскалёвII, В.Петров |            |         |          |                |

| 11 окт | «Меркур» | 3:2     | «Триумф» | Поле «Триумфа» |
|        |          | (отчёт) |          |                |

| 11 окт | «Спорт» | 1:0     | «Нарва» | Поле «Нарвы» |
|        |         | (отчёт) |         |              |

| 18 окт | «Спорт» | 4:2     | «Унитас» | Поле «Спорта» |
|        |         | (отчёт) |          |               |

| 18 окт | «Меркур» | 3:2     | «Коломяги» | Поле «Меркура» |
|        |          | (отчёт) |            |                |

| 18 окт | «Триумф» | 3:2     | «Нарва» | Поле «Нарвы» |
|        |          | (отчёт) |         |              |

| 25 окт | «Меркур»        | 1:0     | «Спорт» | Поле «Коломяг»                 |
| | - Д.Киселёв 78′ | (отчёт) |         | Зрителей: ~2000 Судья: А.Шульц |
| «Меркур»: Полежаев - Клемин, Скобелев - Межевов, Северов, М.Соловьёв - С.Мейер, Ганюшкин, Самойлов, Д.Киселёв, Юренинский «Спорт»: Медников - Севостьянов, Бодров - Батырев, Гуськов, Чурилов - Евдокимов, Б.Систонен, Тибанов, В.А.Марков, А.Штукин |                 |         |         |                                |

## Минорные турниры

### Класс «Б»
Победитель — «Нева»
Матч за выход в класс «А»: 1 ноября «Нева» 1:0 «Нарва»
2.«Кречет» 3.«Петровский» 4.«Путиловский» 5.«Павловск» 6.«Русско-Азиатский банк»

### Класс «В»
Победитель — «Любители»
Матч за выход в класс «Б»: 1 ноября «Любители» +:- (неявка) «Русско-Азиатский банк»
2.«Мурзинка» 3.«Царское Село» 4.«Гладиатор» 5.«Польский Сокол» 6.«Юниор» 7.«Победа»
Поскольку «Русско-Азиатский банк» прекратил существование, а «Петровский» в следующем сезоне не участвовал в лиговых соревнованиях, то на оказавшееся вакантным место в класс «Б» перешёл также и клуб «Мурзинка»

### Младшие команды
- Победитель соревнований II команд класса «А» — «Нарва»II
- II«Б» — «Кречет»II
- II«В» — «Царское Село»II
- III«А» — «Нарва»III
- III«Б» — «Путиловский»III
- IV«А» — «Нарва»IV
- IV«Б» — «Меркур»IV[14]

## Комментарии
1. ↑  Любопытно, что две другие встречи этого тура были перенесены ввиду участия сборной города в очередном матче со сборной Москвы; но данная игра была проведена, поскольку в сборной не оказалось ни одного игрока из команд — лидеров класса «А». И сборная, состоящая более, чем наполовину, из игроков класса «Б» (в том числе и четыре из пяти нападающих) достаточно уверенно обыграла москвичей в гостях — 2:1.

### Периодика
- «Вечернее время» Петроград 1915. Электронная библиотека ГПИБ — elib.shpl.ru.
- «Новое время» Петроград 1915. Gallica — gallica.bnf.fr.
- «Къ Спорту!» Москва 1915. НЭБ — rusneb.ru.
- «Русскiй спортъ» Москва 1915. НЭБ — rusneb.ru.